# Dorfkirche Werder (Jüterbog)

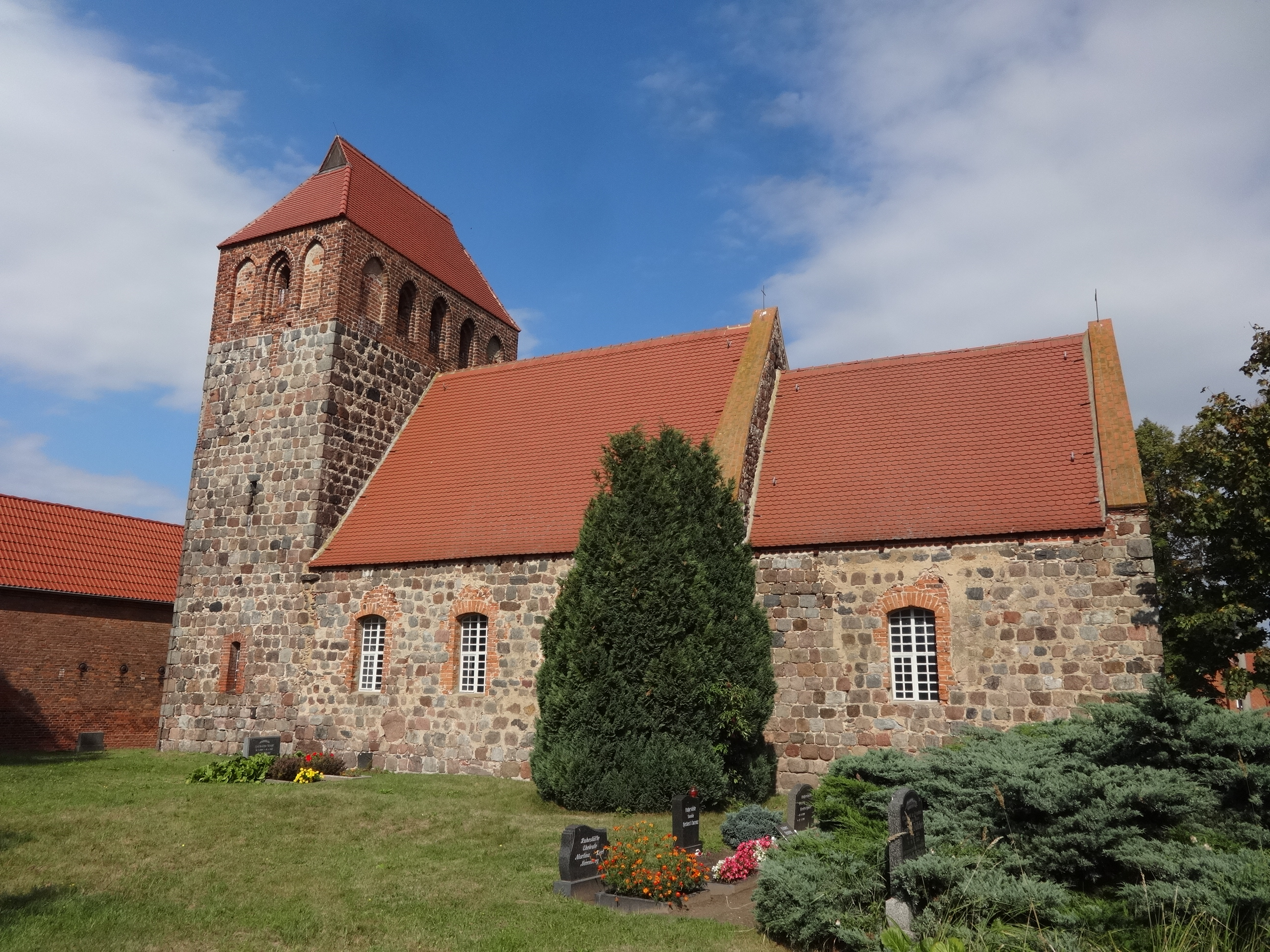
Die Dorfkirche Werder

Die Dorfkirche Werder ist eine Kirche in Werder, Ortsteil von Jüterbog.

## Geschichte
Werder war seit etwa 1192 Mutterkirche. Die Kirche entstand Ende des 12. Jahrhunderts. An der Kirche lassen sich vier mittelalterliche Bauphasen feststellen. Die ursprüngliche Kirche verfügte über einen rechteckigen Chor und eine Apsis. Letztere wurde vermutlich bei einem Umbau im Jahr 1393 längsrechteckig in den eingezogenen Chor integriert. Dendrochronologische Untersuchungen ergaben, dass das Holz für den Dachstuhl des Kirchenschiffs im Jahr 1408 geschlagen wurde. In der zweiten Bauphase entstand unter anderem der Turm. In einer späteren Bauphase wurde die spätgotische Verlängerung des Chors hinzugefügt. Im 15. Jahrhundert wurde der Turm um ein Geschoss aus rötlichem Backstein ergänzt, hier befindet sich die Glocke. Zur gleichen Zeit entstand vermutlich ein kleiner Backsteinanbau an der Chornordseite. Im Dehio-Handbuch vermuten Experten, dass es sich um ein Bahrenhaus oder Beinhaus gehandelt haben könnte. In der Zeit von 1589 bis 1981 kam Neuhof als Filia hinzu. Im 19. Jahrhundert vergrößerte die Kirchengemeinde die südlichen Fenster. In den Jahren 1955/1956, 1966/1967 und 1997 wurde die Kirche restauriert. Im Jahre 1981 wurde die Pfarrei aufgegeben, bereits seit 1954 wurde die Pfarrei von Kloster Zinna betreut.

## Architektur
Die Kirche ist ein Saalbau aus Feldstein. Während die Steine im Chor noch vergleichsweise lagig geschichtet und behauen wurden, verlaufen im Kirchenschiff die Linien im oberen Bereich. Der Querturm im Westen nimmt die Breite des Kirchenschiffs auf und wurde hingegen wieder aus lagig geschichteten Feldsteinen errichtet; das Glockengeschoss aus Mauerstein. Dort befinden sich mehrere Blenden sowie Klangarkaden, die durchgängig spitzbogig ausgeführt wurden. An der südlichen Seite des Kirchenschiffs sind drei segmentbogenförmige Fenster, die vermutlich die ursprünglich deutlich kleineren, gotischen Fenster ersetzten. Die Laibung der Fenster wurde mit rötlichem Mauerstein erstellt. Das Südfenster im Chor wurde ebenso gestaltet. An der Ostseite im Chor befindet sich eine Dreifenstergruppe, wobei das mittlere Fenster aus rötlichen Formsteinen mit einem dreifach getreppten Gewände hergestellt wurde. An der Nordseite des Kirchenschiffs befinden sich deutlich kleinere, rundbogenförmige Fenster, die aus der Bauzeit der Kirche stammen. Durch ein ebenfalls rundbogenförmiges Portal kann das Bauwerk betreten werden. Das Dachwerk, ein Sparrendach aus dem Mittelalter, ist gut erhalten.

## Ausstattung

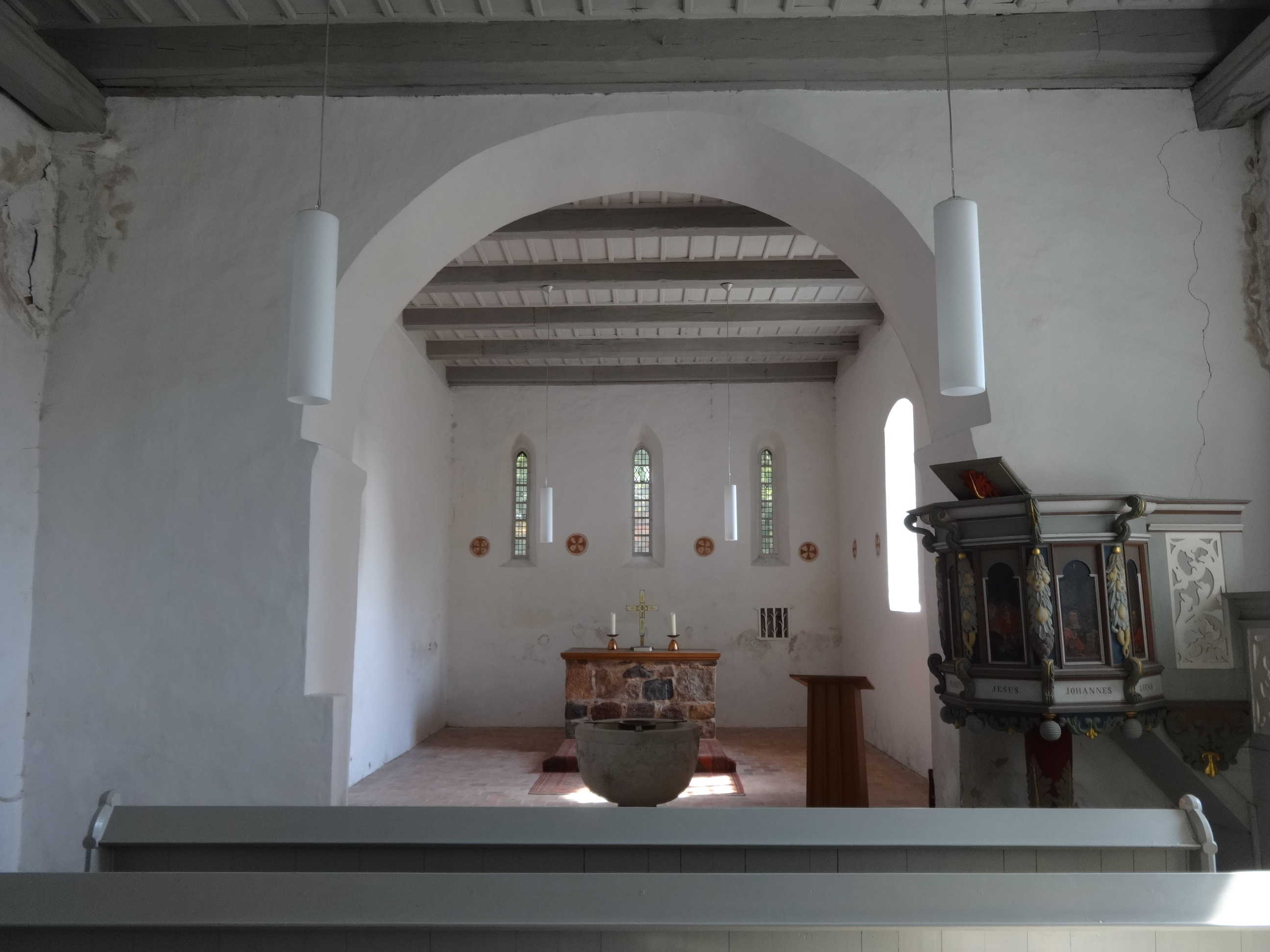
Blick vom Kirchenschiff in den Chor

Der Altar hat einen Feldsteinunterbau aus dem Mittelalter mit einer hölzernen Deckplatte. Im Jahre 1966 wurde der barocke Altaraufsatz entfernt, er gilt im 21. Jahrhundert als verschollen. Das Altarkreuz stammt aus dem Jahr 1952. Der Taufstein stammt wahrscheinlich aus dem 13. Jahrhundert. Die kelchförmige Fünte hat die Form einer Kuppa und ist mit einem hängenden Lilienfries verziert. Der obere Teil ist aus Sandstein, der Fuß ist aus Raseneisenstein. Die aus dem 18. Jahrhundert stammende aus Holz gefertigte Kanzel besteht aus einem polygonalen Korb, der mit Fruchtgehängen verziert ist, und einem Balusterfuß. Auf der Kanzel befinden sich Bilder der Evangelisten und das Christuskind im Triumph über dem Tod. Am Aufgang befinden sich Rankengitter. Die Kanzel wurde 1966 restauriert.
In der Kirche befindet sich eine aus dem 13. oder 14. Jahrhundert stammende Einbaumtruhe aus Eichenholz. Der Deckel ist aus Eschenholz gefertigt. Sie ist mit Eisenbeschlägen in Form von Bändern und Wellenranken belegt. Im Inneren befindet sich eine Beilade.
Im Inneren befindet sich eine Balkendecke, an der Westseite der Kirche eine hölzerne Empore mit einer Orgel aus dem 19. Jahrhundert sowie einem Prospekt aus dem Jahr 1785. Aus Gestühl stammt aus der Zeit um 1867. Im Chormittelfenster befindet sich ein Christusfragment aus dem Mittelalter. Die Glasmalerei aus dem Anfang des 16. Jahrhunderts ist in Grisaille ausgeführt. Die Bronzeglocke entstand in der zweiten Hälfte des 13. Jahrhunderts. Oben auf der Glocke befindet sich die Inschrift REX GLORIA XPE VENI CUM PACE(M) („Oh König der Herrlichkeit Christus komme mit Frieden“).